# Ernst Büchel
Ernst Büchel (* 26. Februar 1922 in Gamprin; † 3. August 2003 ebenda) war ein liechtensteinischer Rechtsanwalt und Politiker (FBP).

## Biografie
Büchel wuchs als drittes von acht Kindern von Wilhelm und Maria Büchel (geborene Wohlwend) in Gamprin auf. Büchels Vater war in der Landwirtschaft tätig und fungierte unter anderem nacheinander als Gemeinderat, Gemeindekassier und Gemeindevorsteher von Gamprin.
Ab dem Frühjahr 1928 besuchte Büchel die Gesamtschule in Gamprin. Im Anschluss besuchte er ab 1937 das Lyzeum Gutenberg in Balzers und schliesslich an das Gymnasium Untere Waid in Mörschwil im Kanton St. Gallen. Im Sommer 1945 legte er am Kollegium St. Michael in Freiburg im Üechtland die eidgenössische Matura ab.
Büchel studierte nun Rechtswissenschaften an der Universität Freiburg und machte dort 1948 sein Lizenziat. An der Universität Innsbruck setzte er sein Studium fort und promovierte am 20. Mai 1950 zum Doctor iuris. Er kehrte nun nach Liechtenstein zurück und arbeitete nacheinander in der Regierungskanzlei, beim Landgericht und in einem Advokaturbüro.
Im August 1954 eröffnete Büchel seine eigene Kanzlei im ersten Stock des Möbelhauses Ludwig Ospelt in Vaduz. Am 20. Juni 1974 wurde Büchel, der den Kläger vertreten hatte, vom soeben verurteilten Reinhold Glatt angeschossen und am rechten Oberarm verletzt. Der ebenfalls anwesende Gerichtspräsidenten Walter Hildebrand wurde durch einen Schuss in die Schläfe schwerverletzt und starb kurz nach seiner Einlieferung in das Spital Grabs.
Von 1957 bis 1982 gehörte er für die Fortschrittliche Bürgerpartei dem liechtensteinischen Landtag an und war einige Jahre davon Fraktionssprecher. Des Weiteren war er von 1963 bis 1966 im Gemeinderat seiner Heimatgemeinde Gamprin. Von 1955 bis 1970 war er Mitglied des Verwaltungsrates der liechtensteinischen Landesbank. Dort war er bis 1966 als deren Sekretär tätig und fungierte die restlichen vier Jahre als Präsident. Infolge des von der Vaterländischen Union errungenen Sieges bei den Landtagswahlen 1970 trat er von diesem Amt zurück. Büchel blieb noch bis 1988 als Rechtsanwalt aktiv.
Büchel war unverheiratet und hatte keine Kinder.